# Johan Gulielmus Hinlópen
Johan Gulielmus Hinlópen (Utrecht, 15 augustus 1793 - Middelburg, 24 april 1856) was een Nederlands conservatief landeigenaar die lid was van de Tweede en Eerste Kamer der Staten-Generaal.
Johan Gulielmus Hinlópen was een zoon van de Staatsraad en ambtenaar Jan Hinlopen en Anna Elisabeth Schorer. Hij studeerde Romeins en hedendaags recht aan de Hogeschool te Utrecht, waar hij in 1814 op stellingen promoveerde. Hij was eigenaar van landgoed Rhijnsburg te Oostkapelle, en was vanaf 1817 referendaris tweede klasse bij de Raad van State. In 1817 trouwde hij met zijn nicht Jkvr. Susanna Maria Schorer, dochter van de toen net voormalige Gouverneur van Zeeland, Jacob Hendrik Schorer. Dankzij zijn huwelijk was hij tevens de zwager van de invloedrijke Gouverneur van Zeeland en Oost-Vlaanderen en Minister van Binnenlandse Zaken Henri van Doorn van Westcapelle.
Tussen 1821 en 1826 was hij lid van de Provinciale Staten van Zeeland en van 1825 tot 1845 was hij lid van de Tweede Kamer der Staten-Generaal. Van augustus 1848 tot februari 1849 was hij nog lid van de Eerste Kamer der Staten-Generaal. In het parlement stelde hij zich regeringsgezind en ultraconservatief op. Zo stemde hij in 1848 bij de eerste lezing van de nieuwe grondwet tegen hoofdstuk III (Staten-Generaal) en de daarin beschreven democratisering.